# Preinersdorf (Schweitenkirchen)
Preinersdorf ist ein Gemeindeteil der Gemeinde Schweitenkirchen im oberbayerischen Landkreis Pfaffenhofen an der Ilm. Das Dorf liegt circa eineinhalb Kilometer östlich von Schweitenkirchen.
Preinersdorf wurde am 1. Mai 1978 als Gemeindeteil der zuvor selbständigen Gemeinde Aufham im Rahmen der Gemeindegebietsreform nach Schweitenkirchen eingegliedert.

## Baudenkmäler
- Hofkapelle, erbaut 1847